# Klee (Familienname)
Klee ist ein deutscher Familienname.

## Namensträger

### A
- Alexander Klee (Künstler) (1940–2021), Schweizer Künstler
- Alexander Klee (Kunsthistoriker) (* 1964), deutscher Kunsthistoriker
- Alfred Klee (1875–1943), deutscher Rechtsanwalt und Zionistenführer
- Andreas Klee (* 1976), deutscher Politikwissenschaftler und Hochschullehrer
- Annika Klee (* 1985), deutsche Kinderbuchautorin

### B
- Beda Klee (* 1996), Schweizer Skilangläufer
- Bernhard Klee (* 1936), deutscher Dirigent

### C
- Carl Friedrich Rudolf Klee (1803–1853), deutscher Konsul
- Carsten Klee (* 1970), deutscher Fußballspieler
- Caspar Clee (Kaspar Klee, Caspar Cle, 1553–1602), deutscher Philologe, Ethnologe und Historiker
- Claude Klee (1931–2017), französisch-amerikanische Biochemikerin

### D
- Doris Klee (* 1955), deutsche Chemikerin

### E
- Eleonore Klee (1901–1994), deutsch-österreichische Buchbinderin und Buch-Restauratorin
- Emil Wilhelm Klee (1806–1855), deutscher Verwaltungsbeamter und Verfasser kirchenrechtlicher Studien
- Ernest Klee (1888–1973), sudetendeutscher Dramatiker und Lyriker
- Ernst Klee (1942–2013), deutscher Journalist und Schriftsteller
- Esther Eugenie Klee-Rawidowicz (1900–1980), deutsche Biologin
- Eugen Klee (1887–1956), deutscher Botschafter

### F
- Falk-Ingo Klee (* 1946), deutscher Schriftsteller
- Felix Klee (1907–1990), Schweizer Kunsthistoriker, Maler und Theaterregisseur
- Flora Klee-Palyi (1893–1961), deutsch-ungarische Holzschneiderin, Illustratorin, Übersetzerin und Herausgeberin
- Friedrich Klee (1776–nach 1808), deutscher Verwaltungsbeamter
- Fritz Klee (1876–1976), deutscher Porzellan-Designer und Architekt

### G
- Gotthold Klee (1850–1916), deutscher Germanist und Gymnasiallehrer

### H
- Hans Klee (1849–1940), deutscher Autor und Musiklehrer
- Hans Klee (Verbandsfunktionär) (1906–1959), deutscher und Schweizer zionistischer Verbandsfunktionär
- Harry Klee, US-amerikanischer Jazz- und Studiomusiker
- Heinrich Klee (Theologe) (1800–1840), deutscher Theologe
- Heinrich Christian Klee (1741–1797), deutscher Geistlicher
- Heinz Klee (1924–1996), deutscher Fußballspieler
- Herbert Klee (1946–2023), deutscher Karikaturist, Zeichner und Maler
- Hermann Klee (Maler) (1820–1894), österreichischer Maler und Fotograf
- Hermann Klee (Journalist), deutscher Journalist und Autor
- Hermann Klee (Komponist) (1883–1970), deutscher Komponist, Dirigent und Hochschullehrer
- Horst Klee (Politiker) (* 1939), deutscher Politiker (CDU)
- Horst Klee (Musiker) (* 1952), deutscher Gitarrist

### J
- Jorge Skinner-Klée Arenales (* 1957), guatemaltekischer Botschafter
- Josef Klee (1788–1852), österreichischer Baumeister
- Josefine Klee-Helmdach (1903–1994), deutsche Rundfunkredakteurin und Schauspielerin
- Julius Klee (Schauspieler) (1899–1989), deutscher Schauspieler
- Julius Ludwig Klee (1807–1867), deutscher Pädagoge und Sprachwissenschaftler

### K
- Karin Klee (* 1961), deutsche Zeitungsredakteurin, Bibliothekarin und Autorin
- Karl Klee (Architekt) (1871–1927)
- Karl Klee (Rechtswissenschaftler) (1876–1944), deutscher Rechtswissenschaftler
- Karl Klee (Historiker) (1921–1973), deutscher Militärhistoriker und Offizier
- Karl Heinz Klee (1930–2008), österreichischer Sportfunktionär und Rechtsanwalt
- Ken Klee (* 1971), US-amerikanischer Eishockeyspieler

### L
- Lily Klee (1876–1946), deutsche Pianistin
- Livia Klee-Meyer (1922–2011), Schweizer Mäzenin
- Ludwig Klee (Musiker) (1846–1920), deutscher Pianist, Musikpädagoge und -herausgeber
- Ludwig Klee (Unternehmer) (1884–1949), deutscher Unternehmer und Firmengründer

### M
- Manfred Klee (1930–2018), deutscher Neurophysiologe und experimenteller Epileptologe
- Marie-Elisabeth Klee (1922–2018), deutsche Politikerin
- Margot Klee (* 1952), deutsche Archäologin

### P
- Paul Klee (1879–1940), deutscher Maler
- Peter Klee (1802–1849), deutscher katholischer Geistlicher und Übersetzer
- Philipp Klee (1884–1978), deutscher Internist und Pharmakologe

### R
- Reinhold Klee (* 1947), deutscher Fußballspieler und -funktionär
- Rudolf Klee (* 1936), deutscher Maler, Grafiker, Lithograf und Lyriker

### S
- Sophia Klee (* 2003), deutsche Tischtennisspielerin
- Stefan Klee (* 1971), deutscher Politiker (SPD)
- Stefanie Klee (* 1982), deutsche Pflegeheimleiterin und Politikerin (CDU)
- Stephanie Klee (* 1962), deutsche Sexarbeiterin und Prostitutions-Aktivistin
- Suzanne Klee (* 1945), Schweizer Pop- und Country-Sängerin

### V
- Vera Klee (* 1964), deutsche Schriftstellerin
- Victor Klee (1925–2007), US-amerikanischer Mathematiker

### W
- Wolfgang Günter Klee (1946–2021), deutscher Tiermediziner und Hochschullehrer
- Wolfgang Klee (* 1955), deutscher Journalist und Herausgeber